# Sarah Neufeld

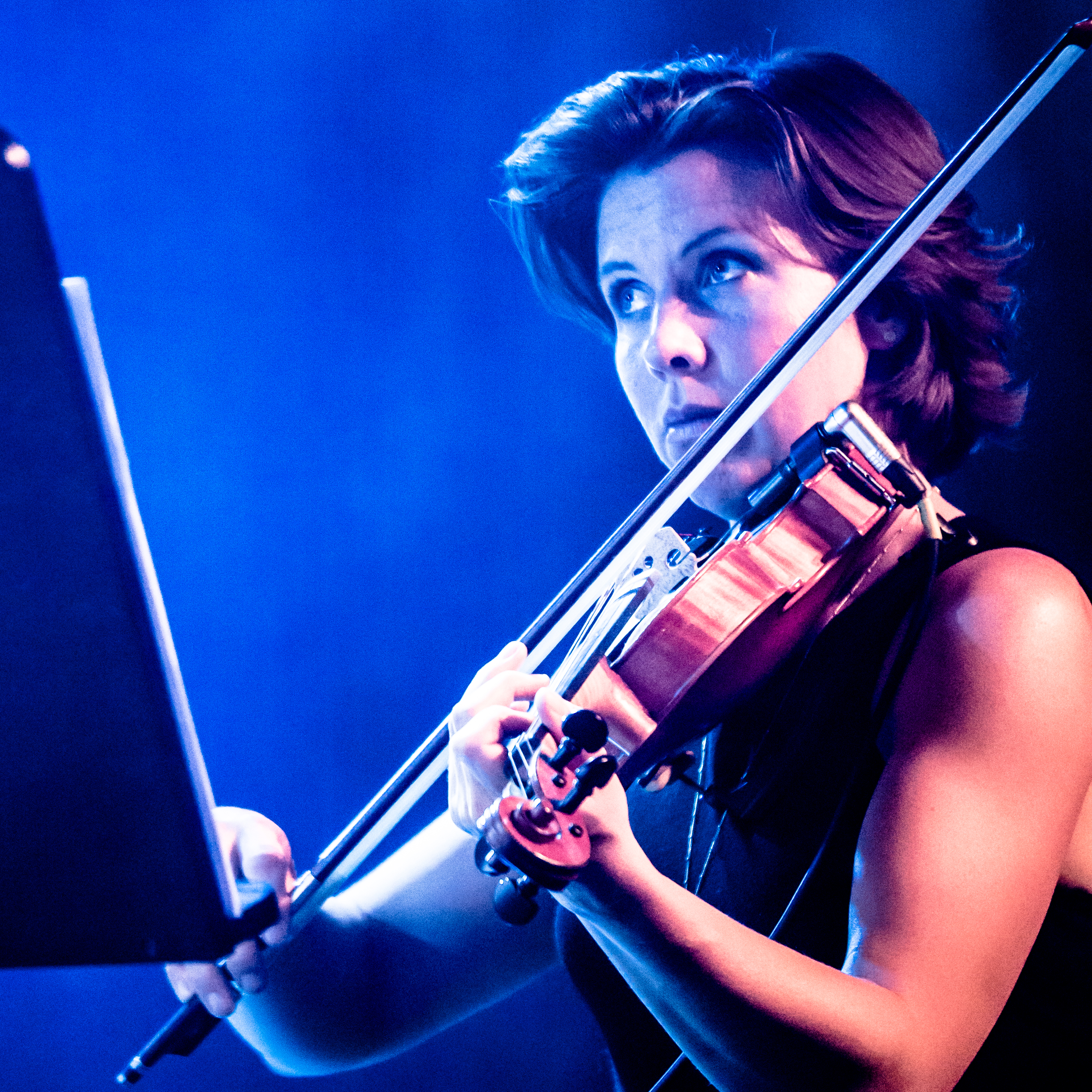
Sarah Neufeld (Moers 2015)

Sarah Neufeld (* 27. August 1979 in East Vancouver) ist eine kanadische Geigerin und Komponistin, die vor allem im Bereich des Post-Rock hervorgetreten ist und stark von der Minimal Music beeinflusst ist.

## Wirken
Neufeld zog mit 18 Jahren aus East Vancouver nach Montreal. 2002 wurde sie Mitglied der Band Arcade Fire, mit der sie immer noch auf Tournee geht. Daneben gründete sie (mit Richard Reed Parry und Pietro Amato) das Bell Orchestre. 2009 trat sie zudem The Luyas bei.
Seit 2011 verfolgt Neufeld vor allem eine Solokarriere. 2011 begann sie mit der Komposition von Geigensoli, wobei sie Béla Bartók, Steve Reich, Iva Bittová und Arthur Russell als Vorbilder ansah. Nach ihrem Debütalbum, Hero Brother, das in Berlin von Nils Frahm produziert und 2013 veröffentlicht wurde, legte sie ein Duoalbum mit dem Saxophonisten Colin Stetson vor, das sie 2015 auch auf dem Moers Festival vorstellte. Mit Stetson verfasste sie auch die Musik zu dem Spielfilm Blue Caprice. 2016 veröffentlichte sie ein zweites Soloalbum, The Ridge, auf dem sie die Violine auch als Begleitung für ihren Gesang nutzte.

## Diskographie

### Unter eigenem Namen
- Hero Brother (2013)
- Black Ground (2014, EP)
- Sarah Neufeld/Colin Stetson Never Were the Way She Was (2015)
- The Ridge (2016)

### Mit Arcade Fire
- Funeral (2004)
- Neon Bible (2007)
- The Suburbs (2010)
- Reflektor (2013)

### Mit dem Bell Orchestre
- Recording a Tape the Colour of the Light (2005)
- As Seen Through Windows (2009)